# Holenderska kolonizacja Ameryki Północnej

## Kompania Wschodnioindyjska i Henry Hudson
W 1602 Stany Generalne Zjednoczonych Prowincji Niderlandów powołały do życia Kompanię Wschodnioindyjską (Vereenigde Oostindische Compagnie, nazywaną w skrócie VOC), jednym z jej głównych zadań miało być odkrycie przejścia do Indii ze wschodu na zachód i obejmowanie w posiadanie nowo odkrytych ziem. 3 września 1609 Henry Hudson na swoim statku „Połowa Księżyca” (Halve Moen) został wysłany przez Kompanię Wschodnioindyjską w celu odnalezienia północno-zachodniego przejścia do Indii, dotarł on w okolice obecnego Nowego Jorku. Następnie popłynął w górę rzeki noszącej współcześnie jego imię aż do okolic dzisiejszego Albany i objął te ziemie w posiadanie w imieniu Kompanii. Mimo że nie odkrył on poszukiwanego przejścia, to odkryty przez niego teren stał się jednym z najlepszych obszarów dla handlu skórami.

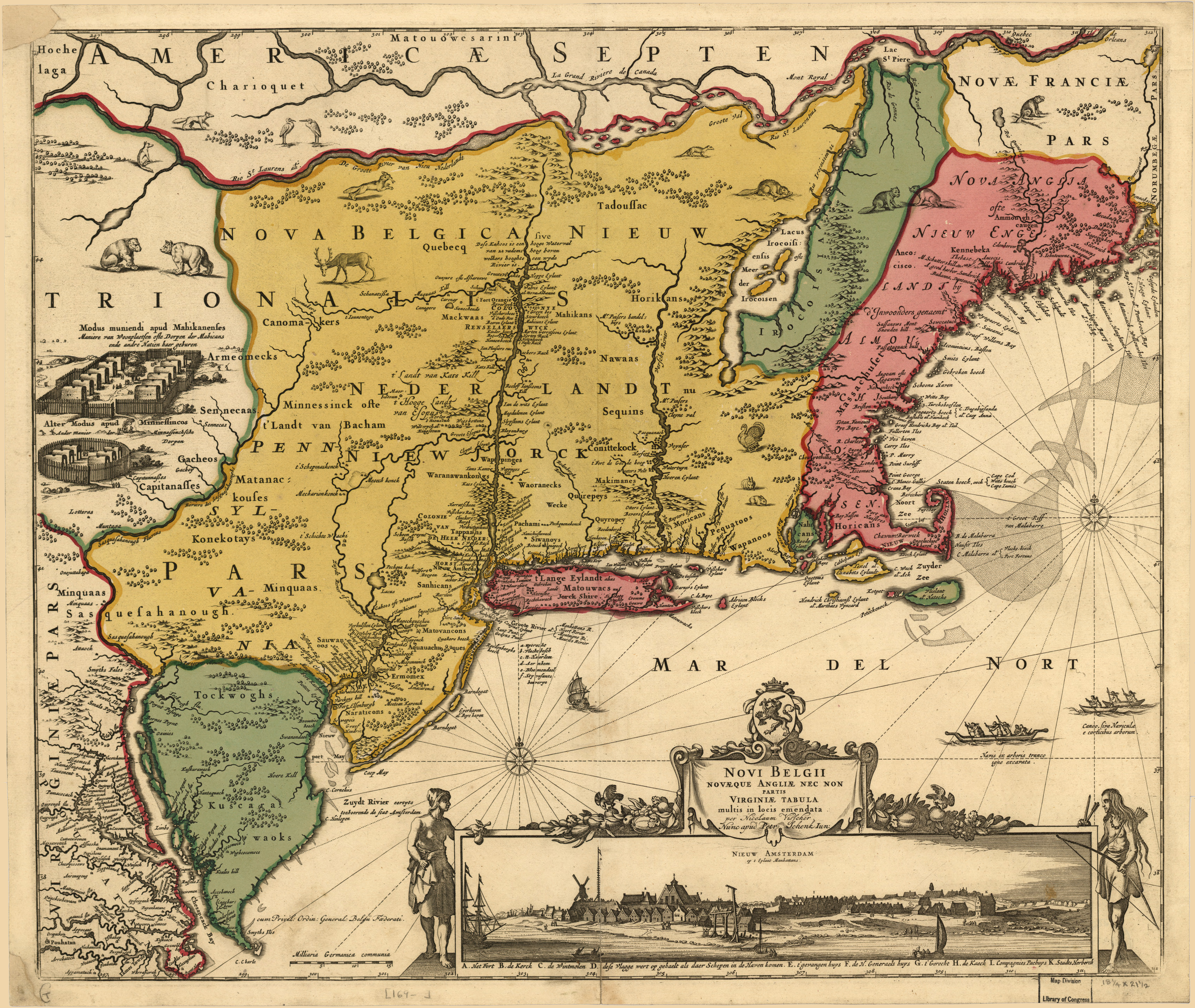
Nowa Holandia (łacińska nazwa Nova Belgica)

## Nowa Niderlandzka Kompania Handlowa
W 1611 holenderski kupiec Arnout Vogels na statku „Św. Piotr” (St. Pieter) wyrusza do Zatoki Hudsona, co było prawdopodobnie pierwszą holenderską misją handlową w te okolice. Wyprawa była tak udana, że Arnout zorganizował następną w 1612. Tym razem całością kierował Adriaen Block. 11 października 1614 kupcy z Amsterdamu i Hoorn zawiązali Nową Niderlandzką Kompanię Handlową, która otrzymała 3-letni monopol na handel skórami na nowo odkrytych terytoriach w Ameryce Północnej. W 1615 Kompania ta zakłada Fort Orange na Wyspie Zamkowej (Castle Island) w pobliżu Albany i rozpoczyna handel skórami z Indianami.

## Kompania Zachodnioindyjska
W 1621 nowo założona Holenderska Kompania Zachodnioindyjska (Westindische Compagnie nazywana WIC) otrzymała 24-letni monopol handlowy na obszar Ameryki i Afryki. W czerwcu 1623 organizuje ona pierwsze stałe osady na terenie utworzonej prowincji pod nazwą Nowa Holandia (albo Nowe Niderlandy). 29 marca 1624 statek Nieu Nederlandt przywozi pierwszych osadników (30 rodzin flamandzko-walońskich). Na północy, w okolicach ujścia rzeki Connecticut, osiedlono kilka z tych rodzin, natomiast na południu zostały one osiedlone w okolicach wyspy Burlington na rzece Delaware. Pozostałe rodziny zamieszkały na wyspie Nut, nazwanej teraz „Wyspą Gubernatora”, przy ujściu rzeki Hudson. W 1624 przybyło 6 dodatkowych statków z zaopatrzeniem, kolonistami i inwentarzem.

## Manhattan

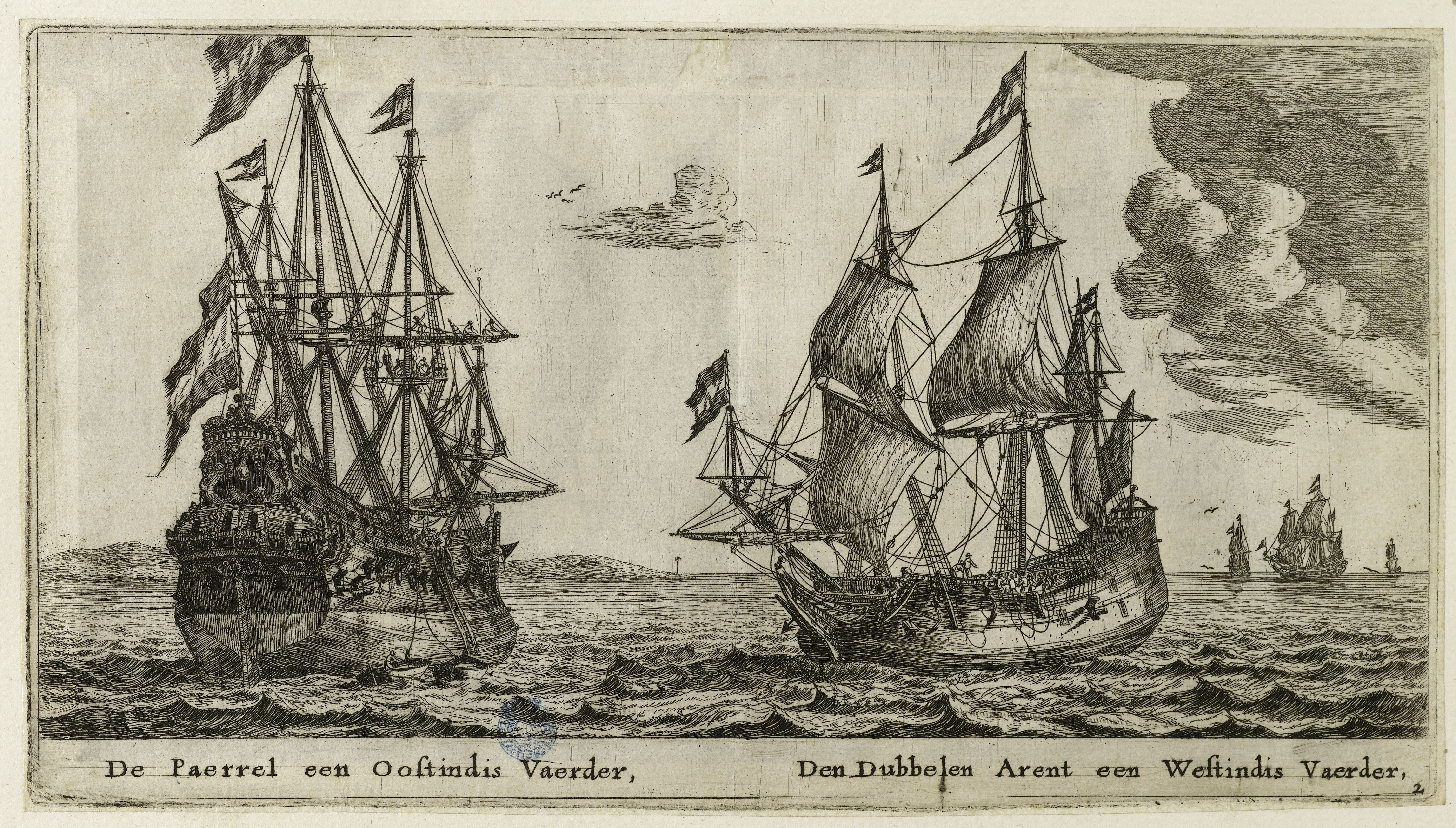
Holenderskie statki (1650)

Na wiosnę 1626 do prowincji przybył dyrektor generalny Kompanii, Peter Minuit. 24 maja 1626 Minuit kupuje od Indian – Algonkinów wyspę Manhattan za kilka błyskotek wartych ok. 60 guldenów. Natychmiast rozpoczyna tam budowę fortu o nazwie Nowy Amsterdam pod kierunkiem inżyniera Kompanii Cryna Fredericksza.

## Nowa Holandia jako przedsięwzięcie kupieckie
Pod koniec 1630 Nową Holandię zamieszkiwało około 300 osób, spośród nich wielu było francuskojęzycznymi Walonami. Szacuje się, że 270 osób zamieszkiwało okolice Nowego Amsterdamu – byli to głównie rolnicy. Około 30 osób mieszkało także w Fort Oranje, gdzie znajdowało się centrum handlu skórami z indiańskim plemieniem Mohawk.
Nowa Holandia była przedsięwzięciem uruchomionym dla osiągania zysków przez Kompanię Zachodnioindyjską, zyski natomiast były dzielone pomiędzy poszczególnych akcjonariuszy jako dywidenda za posiadane udziały w Kompanii. Kompania zatrudniała i szkoliła swoich rzemieślników, lekarzy, posiadała własne oddziały wojskowe dla ochrony swoich interesów, budowała forty, zaopatrywała osadników w niezbędne produkty. Wszystkie stanowiska w Nowej Holandii traktować należy jako stanowiska ściśle prywatnego przedsiębiorstwa handlowego, nie były to natomiast stanowiska państwowe (co nie zmienia faktu, że rząd holenderski miał duży wpływ na poczynania Kompanii).

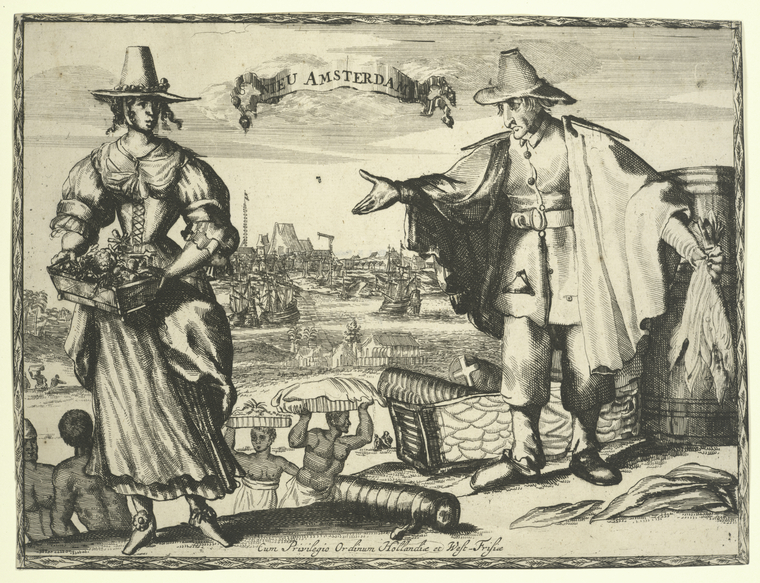
Nowy Amsterdam

## Plan patronacki
Kompania Zachodnioindyjska, aby zachęcić nowych osadników do osiedlania się w Nowej Holandii, opracowała w 1628 specjalny plan. Polegał on na tym, że osoba zwana patronem otrzymywała od Kompanii określony obszar i zobowiązywała się go zasiedlić osadnikami na własny koszt, nad którymi otrzymywała władzę zwierzchnią, ponadto patron otrzymywał także prawo do handlu z Nową Anglią i Wirginią, na pozostałych terenach monopol zachowywała Kompania. Dzięki temu planowi liczba osadników znacząco się zwiększyła. Granice Nowej Holandii wyznaczały od północy rzeka Connecticut (nazywana przez Holendrów „świeżą rzeką”), na południu były tereny obecnego stanu New Jersey wzdłuż rzeki Delaware. Nowa Holandia została powiększona w 1655 o tereny zdobyte na Szwedach (Nowa Szwecja). W 1638 Kompania zrzeka się swego monopolu na handel, co sprzyja rozwojowi kolonii (pobiera tylko opłaty od kupców handlujących na jej terenie oraz cła). Niekorzystnie odbija się na jej losie ustanowienie przez Anglię „Aktu Nawigacyjnego” w 1651, który całkowicie zniszczył podstawy handlu Nowej Holandii z Nową Anglią i Wirginią. Cechą, która różniła Nowe Niderlandy od kolonii brytyjskich, była ich struktura narodowościowa. Prawdopodobnie około połowa ich mieszkańców nie była Holendrami, byli to m.in. Niemcy, Finowie, Szwedzi, Flamandowie i Walonowie, znaczną społeczność stanowili też Anglicy. O pomyślnym rozwoju kolonii świadczy wzrastająca liczba mieszkańców: w 1655 było ich 2,5-3,0 tys. a w 1664 już 9 tys. osób.

## Upadek Nowych Niderlandów
W połowie XVII w. rozwojowi Nowej Holandii zagroziła ekspansja Anglii i jej roszczenia do tego terenu jako jednego z odkryć Giovaniego Cabota. Holandia obawiając się ataku Anglików zawarła sojusz z Francją. W odpowiedzi na to Karol II Stuart formalnie anektuje Nowe Niderlandy w 1664 i przyznaje je swojemu bratu, księciu Yorku, który wysłał flotę pod dowództwem Richarda Nichollsa celem zajęcia spornych terenów. 8 września 1664 Dyrektor Generalny Nowej Holandii – Peter Stuyvesant kapituluje wraz z garnizonem Nowego Amsterdamu. 24 września 1664 kapituluje Fort Orange. Po utracie tych ziem przez Holandię udaje się jej je na krótko odzyskać w 1673, w czasie wojny ze sprzymierzonymi Anglikami i Francuzami, kiedy to obszary te nazwano Nową Oranią (Nieuwe Oranje). Ale w traktacie Westminsterskim 9 lutego 1674 ziemie te zwrócono Anglii i ostatecznie stały się one Nowym Jorkiem.

## Karaiby
Holendrzy zaznaczyli też swoją obecność na Karaibach były to wyspy: Sint Maarten – zasiedlona w 1620, 16 razy zmieniała swojego właściciela, aby w 1816 zostać ostatecznie podzieloną pomiędzy Francję i Holandię, oraz wyspy: Curaçao (zasiedlone w 1634), Saba (1640), Sint Eustatius (1635), Bonaire (1633), Aruba (1636). Wszystkie te wyspy tworzą całość administracyjną pod nazwą Antyle Holenderskie i pozostają posiadłością zamorską Holandii. Holendrzy próbowali też skolonizować Wyspy Dziewicze (Saint Croix w 1625; Tortola, Anegada, Virgin Gorda w 1648). Wyspy te tracą jednak Holendrzy na rzecz Anglików w końcu XVII w.